# レオ・ヨギヘス

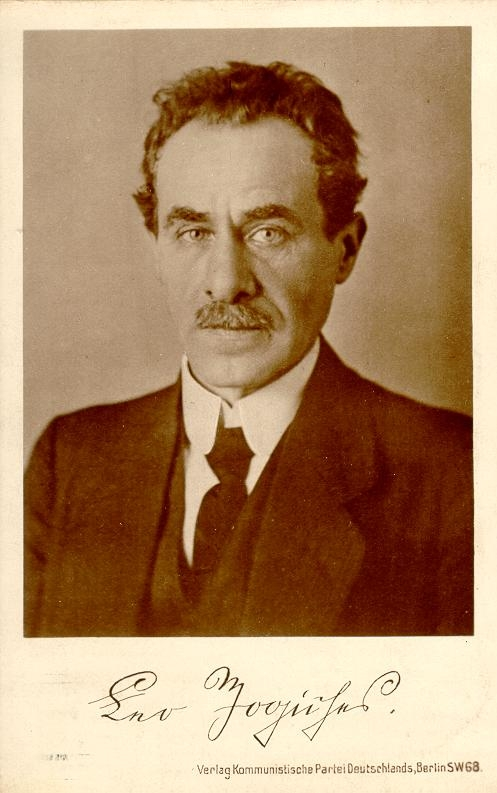

レオ（ン）・ヨギヘス（Leo(n) Jogiches、1867年4月18日－1919年3月10日）は、ポーランド、リトアニア、ドイツで活動したマルクス主義者、革命家である。ポーランド王国社会民主党の創立者の一人。その党にはレオン・ティシカ（Tyszka，Tyska, Tyshko, Tyshka）の名で知られる。

## 略伝
ポーランドのヴィルノで比較的裕福なユダヤ人の家庭に生まれ、その町の高等学校に学んだあと、ロシアの「人民の意志」派とつながりのある青年社会主義者の組織に属した。ヴィルノにおけるこのグループは、後のメンシェヴィキ指導者ユーリー・マルトフや「ブント」の共同設立者たち、フランス労働運動指導者のシャルル・ラパポールなどを輩出し、さらにレーニンの兄アレクサンドル・ウリヤーノフやポーランド革命家のピウスーツキ兄弟とも接触を持っていたという。この異常な環境で鍛えられたヨギヘスは、1887年に失敗したロシア皇帝暗殺計画に関わったペテルブルクのメンバーを国外脱出させる仕事を任され、成功させる。彼自身はヴィルノにとどまり、民族主義の傾向をもつポーランドの同志をマルクス主義的組織へと導くと同時に、ローザ・ルクセンブルクの所属していたワルシャワ・グループと結びつく。1888年に逮捕され、翌年の5月に行政的に禁固4ヶ月の判決を受け、刑の終了後も警察の監視下におかれることになった。トルキスタン軍区に懲罰として送られる直前の1890年6月、集合地でツァーリの役人の目をくらまして逃亡、スイスのジュネーヴ、後にチューリヒに居住する。
亡命先におけるロシア・マルクス主義の中心であった労働解放団と接触を持とうとするが、プレハーノフと衝突したため、自分の資産とすでに熟知していたロシアへの密輸網を活用して独力でマルクス主義の古典を出版・配布した(1892－96年)。ジュネーヴでローザ・ルクセンブルクと秘密の結婚生活を始めたのも1890年代からのことである。1893年の夏にポーランド王国社会民主党(SDKP、後のSDKPiL)を共同設立。ヨギヘスの役割は、組織作りや党機関紙『労働問題』編集などの表に出ないものにとどまり、彼自身も多くの偽名を使い黒幕であることを好んだ。1896年にポーランド王国の配布網が壊滅したために『労働問題』が刊行を停止してからは、ポーランド労働運動・非合法活動に従事する。1900年8月にローザがいたベルリンへ移住。1901年12月から3ヶ月間、結核が進行していた兄を療養させるためにアルジェリアに滞在。
1905年4月にはポーランド王国・リトアニア社会民主党 (SDKPiL) のクラクフ代表部を指導するために、ポーランド国内へ潜入。12月からローザとワルシャワで住み始めるが、1906年3月6日にロシア帝国の秘密警察に逮捕され、12月に強制労働8年の判決を受けるが、1907年4月にモコトフスキ監獄から逃亡し、国外へ脱出することに成功した。5月からドイツで亡命生活を再開するが、この時からローザとは別居している。
1908年12月、SDKPiLの第6回大会で、ロシアにおける真の革命勢力はボルシェヴィキのみという政治報告を発表する。この頃からヨギヘスとポーランド国内での活動家との対立が表面化し、1911年12月には「幹部派」と「分裂派」という党中央組織の不一致に発展した。
第一次世界大戦が始まってからの1916年9月20日、ヨギヘスが編集した『スパルタクス書簡』第1号が発行され、スパルタクス団は帝国政府に対する非合法闘争に入る。ヨギヘスは自分では文章を書かなかったが、編集と配布という危険な分野を担当し、その卓越した組織力と陰謀の才能を発揮することができた。ウロンケ監獄・ブレスラウ監獄に収監されていたローザと連絡を取りながら1917年のロシア革命を迎え、1918年3月にベルリンで逮捕され、11月のドイツ革命にさいして釈放された。ポーランド共産党とドイツ共産党の創立に関わるが、後者の設立の意義については懐疑的であり、スパルタクス団の指導者として最後まで反対票を投じている。
1919年1月15日にローザとカール・リープクネヒトが義勇軍に殺害されてからは、スパルタクス団の指導をひきついでいたが、3月10日にベルリンで警察に逮捕され、即座に射殺された。